# Pallone d'oro 1995

George Weah, vincitore del Pallone d'oro 1995

L’edizione 1995 del Pallone d'oro, 40ª edizione del premio calcistico istituito dalla rivista francese France Football, fu vinta dal liberiano George Weah (Paris Saint-Germain / Milan).
È stata la prima edizione in cui i giurati poterono votare anche per calciatori non europei ma militanti in squadre associate all'UEFA.
I giurati che votarono furono 49, provenienti da Albania, Armenia, Austria, Belgio, Bielorussia, Bosnia ed Erzegovina, Bulgaria, Cipro, Croazia, Danimarca, Estonia, Finlandia, Francia, Galles, Georgia, Germania, Grecia, Inghilterra, Irlanda, Irlanda del Nord, Islanda, Isole Fær Øer, Israele, Italia, Jugoslavia, Lettonia, Liechtenstein, Lituania, Lussemburgo, Macedonia, Malta, Moldavia, Norvegia, Paesi Bassi, Polonia, Portogallo, Repubblica Ceca, Romania, Russia, San Marino, Scozia, Slovacchia, Slovenia, Spagna, Svezia, Svizzera, Turchia, Ucraina e Ungheria.